# Dreifarben-Gummidruck
Der Dreifarben-Gummidruck nach Hans Watzek war eine besondere Weiterentwicklung des mehrfachen Gummidruck-Verfahrens um 1900.

## Technik
Da ein getrocknetes Gummibild so fest an dem Papier haftet, dass auch mehrere Anstriche möglich sind, können folglich auch verschiedene Farbschichten übereinander gedruckt werden. Um eine natürliche Farbwirkung zu erzielen, wendete der Wiener Professor Hans Watzek den Dreifarben-Gummidruck 1897 das erste Mal an. Als Ausgangspunkt werden mit Hilfe von unterschiedlichen Farbfiltern drei Negative für die Grundfarben Rot, Gelb, Blau angefertigt, wobei mit der Farbe Blau startend die Reihenfolge über Rot und Gelb fortgesetzt wird. Diese drei schwarzweißen Negative entsprechen dem jeweiligen Lichtwert der drei Grundfarben. Da aus den verschiedenen Negativen ein einzelner Gummidruck entsteht, ist darauf zu achten, dass das Motiv und die Kameraposition unverändert bleiben. „Diese drei Negative werden nacheinander in den entsprechenden Farben übereinander gedruckt und liefern dann ein Bild, das die Farben des natürlichen Objektes [theoretisch] wiedergibt.“

## Vorgehensweise
Nach Watzek ist zuerst das Papier zu präparieren, danach werden auf den Negativen Marken angebracht, die drei farbigen Drucke genau zur Deckung zu bringen. Für die einzelnen Schichten werden sogenannte Lasurfarben verwendet, die die darunterliegende Farben nicht vollständig verdecken, sodass sich entsprechende Mischfarben ergeben.
Watzek druckte das Negativ für Gelb zuerst, entwickelte und trocknete es. Auf das gelbe Bild kopiert er eine rote Lasur mit dem Rotnegativ, Über das Blatt mit den orangen und roten Tönen druckte er eine dünne Schicht mit Pariserblau. Wenn alle Anstriche und Belichtungszeiten richtig getroffen wurden, gab das Bild die Farben annähernd in der natürlichen Mischung wieder.

## Vor- und Nachteile
Im Vergleich zum Dreifarbendruck mit einer Presse besteht beim Gummidruck die Möglichkeit die Farbabstimmung durch einen oder mehrere weitere Drucke zu korrigieren. Henneberg weist darauf hin, dass das Bild schon nach 3–4 Drucken fertig sein kann, aber manchmal auch 10 – 15 Schichten nötig sind, um ein gutes Resultat zu erzielen.
Der von Hans Watzek entwickelte Dreifarben-Gummidruck war sehr zeitaufwändig und wurde wenig angewendet. Mit der Verbreitung des von den Brüdern Lumière entwickelten Autochromverfahrens verlor er seine Bedeutung ganz.